# 平原游击队
《平原游击队》是1955年上映的中国故事片，由长春电影制片厂摄制，邢野、羽山编剧，苏里、武兆堤导演。改编自话剧《游击队长》。该片于1974年重拍，1976年以连环画的形式出版。

## 剧情
1943年秋，华北冀中抗日根据地遭到日军扫荡。区游击队长李向阳奉命带领游击队深入敌后平原地区的一个县城，牵制驻扎在当地的日军，同时要保住县城附近李庄的几十万斤公粮。由于汉奸地主杨老宗告密，日军松井中队长带兵前往李庄搜索。李向阳把群众带进地道躲避，巧妙地把日军引走，焚烧了日军的炮楼，炸毁了日军的军火列车。不料松井识破了李向阳的调虎离山计，杀了个回马枪，用浓烟把老百姓赶出地道，严刑拷打中共地下党区委书记孟考，杀害村民老勤爷和小宝子。李向阳带队攻打县城，设下埋伏，歼灭了日军，杀死了松井和杨老宗，保卫了抗日根据地。

## 演员
| 演员   | 角色     | 介绍               | 备注                       |
| ------ | -------- | ------------------ | -------------------------- |
| 郭振清 | 李向阳   | 区游击队长         | 原型为河北定县抗日英雄郭兴 |
| 王恩启 | 郭小北   | 游击队战士         |                            |
| 张莹   | 分区司令 |                    |                            |
| 方化   | 松井     | 日军中队长         |                            |
| 徐连凯 | 陈凤鸣   |                    |                            |
| 杜德夫 | 侯大章   |                    |                            |
| 马世达 | 孙长清   |                    |                            |
| 梁音   | 钱大友   |                    |                            |
| 周森冠 | 看沟老汉 |                    |                            |
| 葛存壮 | 杨守业   |                    |                            |
| 凌元   | 李大婶   |                    |                            |
| 吴必克 | 吴有贵   |                    |                            |
| 赵汝平 | 饭馆伙计 |                    |                            |
| 柏瑞桐 | 翠屏     |                    |                            |
| 张巨光 | 老勤爷   |                    |                            |
| 安震江 | 杨老宗   | 李庄地主，汉奸     |                            |
| 潘德民 | 老海     |                    |                            |
| 李万城 | 孟考     | 中共地下党区委书记 |                            |
| 周克   | 何非     |                    |                            |
| 李占秋 | 小宝子   |                    |                            |

## 评价
影片采用惊险片模式，情节一波三折，悬念丛生，具有很强的观赏性。人物塑造也较成功，主角李向阳既有中国古典文学中草莽英雄的影子，也融合了外国文学中罗宾汉、夏伯阳的特点，反面角色松井更是突破了当时革命战争题材影片把敌人简化为极端愚蠢、残忍的脸谱化处理法，形象较一般反角复杂，也更有味道。

## 获奖
该片于1957年获文化部1949—1955年优秀影片三等奖、美术设计三等奖（王桂枝）、录音三等奖（阙敬修）。

## 音乐
本片首次出现了后来被称为《鬼子进村》的背景音乐，此曲没有歌词，作曲者为长春电影制片厂作曲家王冠亚（笔名车明，黄梅戏表演艺术家严凤英之夫），作品使用了日本傳統音樂常用的小二度音程，部分借鉴了日本作曲家伊福部昭的《日本狂想曲》（1935年）和苏联作曲家肖斯塔科维奇的第7号交响曲《列宁格勒》（1941年）中表现纳粹德军逼近列宁格勒的旋律，后来的很多抗战题材影视作品都把这段音乐用作日军行军和扫荡的主题音乐。